# HD 53929
HD53929 — хімічно пекулярна зоря спектрального класу B9, що має  видиму зоряну величину в смузі V приблизно  6,1.
Вона  розташована на відстані близько 709,0 світлових років від Сонця.

## Фізичні характеристики
Зоря HD53929 обертається 
порівняно повільно 
навколо своєї осі. Проєкція її екваторіальної швидкості на промінь зору становить  Vsin(i)= 25км/сек.

## Пекулярний хімічний вміст
Зоряна атмосфера HD53929 має підвищений вміст 
Mn
.